# Felix von Zobel
Felix Freiherr Zobel von Giebelstadt zu Darstadt (* 1992 in Würzburg) ist ein deutscher Agronom, Biohofbetreiber und Politiker. Er ist seit 2023 Abgeordneter des Bayerischen Landtages.

## Lebenslauf
Felix von Zobel ist der Sohn von Heinrich von Zobel und wohnt auf Schloss Darstadt. Er studierte Agrarwissenschaften an der Georg-August-Universität Göttingen auf Bachelor. 2023 schloss er mit dem Master ab. 2018 gründete er mit seinem Bruder einen Biohof.

## Politik
2013 trat er bei den UWG-FW ein. Bei der Kommunalwahl 2020 kandidierte er als Landrat des Landkreises Würzburg, erreichte aber nicht die Stichwahl. Er wurde jedoch Mitglied des Kreistages und Vierter Stellvertreter von Landrat Thomas Eberth.
Bei der Landtagswahl in Bayern 2023 war er Stimmkreiskandidat der Freien Wähler im Stimmkreis Würzburg-Land und erhielt über die Wahlkreisliste Unterfranken ein Mandat im Bayerischen Landtag.